# Nomamyrmex
Nomamyrmex es un género de hormigas guerreras perteneciente a la familia Formicidae, orden Hymenoptera. Fue descrito por Thomas Borgmeier en 1936.
Nomamyrmex esenbeckii se conoce desde el sur de Estados Unidos hasta el norte de Argentina, y Nomamyrmex hartigii se conoce desde México hasta el sur de Brasil.

## Especies
- Nomamyrmex esenbeckii (Westwood, 1842)
- Nomamyrmex hartigii (Westwood, 1842)